# 丽贝卡·阿德林顿
丽贝卡·阿德林顿（1989年2月17日—），OBE，英國英格蘭自由泳運動員，奧林匹克運動會雙金牌得主。她就讀於家鄉曼斯菲尔德的The Brunts School。
阿德林顿在「舍伍德煤礦游泳會」（Sherwood Colliery Swimming Club）開始接觸游泳，她現時在諾丁漢郡的泳隊「諾瓦百夫長」（Nova Centurion）訓練，教練為比爾·富尼斯（Bill Furniss）。她仍然為「諾丁漢利安德游泳會」（Nottingham Leander Swimming Club）參加本土的聯賽，2008年5月，她出戰國家速度B組聯賽的決賽。(National Speedo League "B" final)

## 傳記

### 童年
阿德林顿出生於一個游泳世家，兩個姐姐亦是游泳運動員。在姐姐的影響下，她4歲便開始游泳，她非常著重訓練效率，但訓練的時間不算多，在「重質不重量」的情況下，訓練每星期10課，合共22小時。

### 傷病
2004年，她的膀胱和肾脏感染，令她無法參加2004年和06年的短池賽，她一直參加比賽很少，2006年初再因腺熱而不能參加2006年英聯邦運動會。

### 世界游泳錦標賽
阿德林顿在2006年始參加大賽，只在800米贏得一面銀牌。2007年的世錦賽，她的表現不太好，只游得8分36秒26。

### 2008年北京奧運
阿德林顿代表英國出戰400米自由式和800米自由式比賽。她本身計劃參加4x200米自由式接力，她在預賽中休息，但英國隊居然爆冷不能進入決賽，令她不能參加這項比賽。在400米自由式預賽，她以4分2秒24打破英聯邦的紀錄。2008年8月11日，400米的決賽，她以4分3秒22，在最後20米从後赶上，壓過美國賀芙，贏得金牌，繼安妮塔·朗斯布拉夫在1960年奧運之後，為英國帶來首面游泳金牌。
2008年8月14日，阿德林顿在800米自由式預賽游出8分18秒06，刷新了英國、英聯邦、歐洲和奧運紀錄。兩日後的決賽，她游出8分14秒10，以打破世界紀錄姿態贏得個人第二面奧運金牌，在賽事中，她在頭50米已經開始拋離對手，游至600米時，領先當時第二的卡梅利娅·波泰克5秒，到達終點後，拋離了銀牌得主阿萊西亞·菲利皮整整6秒時間，並且比名將珍妮·埃文斯在她6個月大時起就一直保持著的原有紀錄足足快了兩秒。而這紀錄亦是游泳紀錄之中保持最久的。她的進步神速，比一年前的世錦賽快了22秒。而阿德林顿的「啟蒙」泳會森林游泳會，將在2009年9月重開時，易名為丽贝卡·阿德林顿游泳中心（Rebecca Adlington Swimming Centre）。
阿德林顿在2009年新年授勳名單中獲英女皇授予OBE勳銜。

## 個人最佳時間、世界紀錄
| 項目                                                                     | 長池                           | 短池                 |
| ------------------------------------------------------------------------ | ------------------------------ | -------------------- |
| 200米自由式                                                              | 1:56.66                        | 1:59.25              |
| 400米自由式                                                              | 4:02.24 CR、 NR                | 4:04.19              |
| 800米自由式                                                              | 8:14.10 WR、 OR、 ER、 CR、 NR | 8:08.25 ER、 CR、 NR |
| 400米個人四式                                                            | 4:56.34                        |                      |
| 註釋: WR：世界紀錄 OR：奧運紀錄 ER：歐洲紀錄 CR：英聯邦紀錄 NR：英國紀錄 |                                |                      |

## 趣事
英國的《每日郵報》指出，丽贝卡十分爱鞋，有收集鞋子的喜好，她的鞋櫃據稱有30多雙鞋。而在入選英國泳隊後，她的母親購買一雙「克里斯提·鲁布托」（Christian Louboutin）金色高跟鞋送她作為獎勵，價值275英鎊。凱旋返國後，丽贝卡再獲家鄉市長送贈一對價值460英鎊的「周仰傑」（Jimmy Choo）鞋子。

## 外部連結
- Team GB Olympic Profile（页面存档备份，存于）
- British Swimming Profile

| 紀錄                 | 紀錄                                                              | 紀錄                         |
| -------------------- | ----------------------------------------------------------------- | ---------------------------- |
| 前任： 珍妮特·埃文斯 | 女子800米自由式世界紀錄保持者（長池） 2008年8月16日至2013年8月3日 | 繼任： 姬蒂·雷德基           |
| 獎項                 |                                                                   |                              |
| 前任者： 洛尔·马诺杜 | 游泳世界雜誌年度最佳歐洲游泳運動員 2008                           | 繼任者： 费代丽卡·佩莱格里尼 |